# Terminalia modesta
Terminalia modesta är en tvåhjärtbladig växtart som beskrevs av Louis René Tulasne. Terminalia modesta ingår i släktet Terminalia och familjen Combretaceae. Inga underarter finns listade i Catalogue of Life.